# 法羅群島宗教

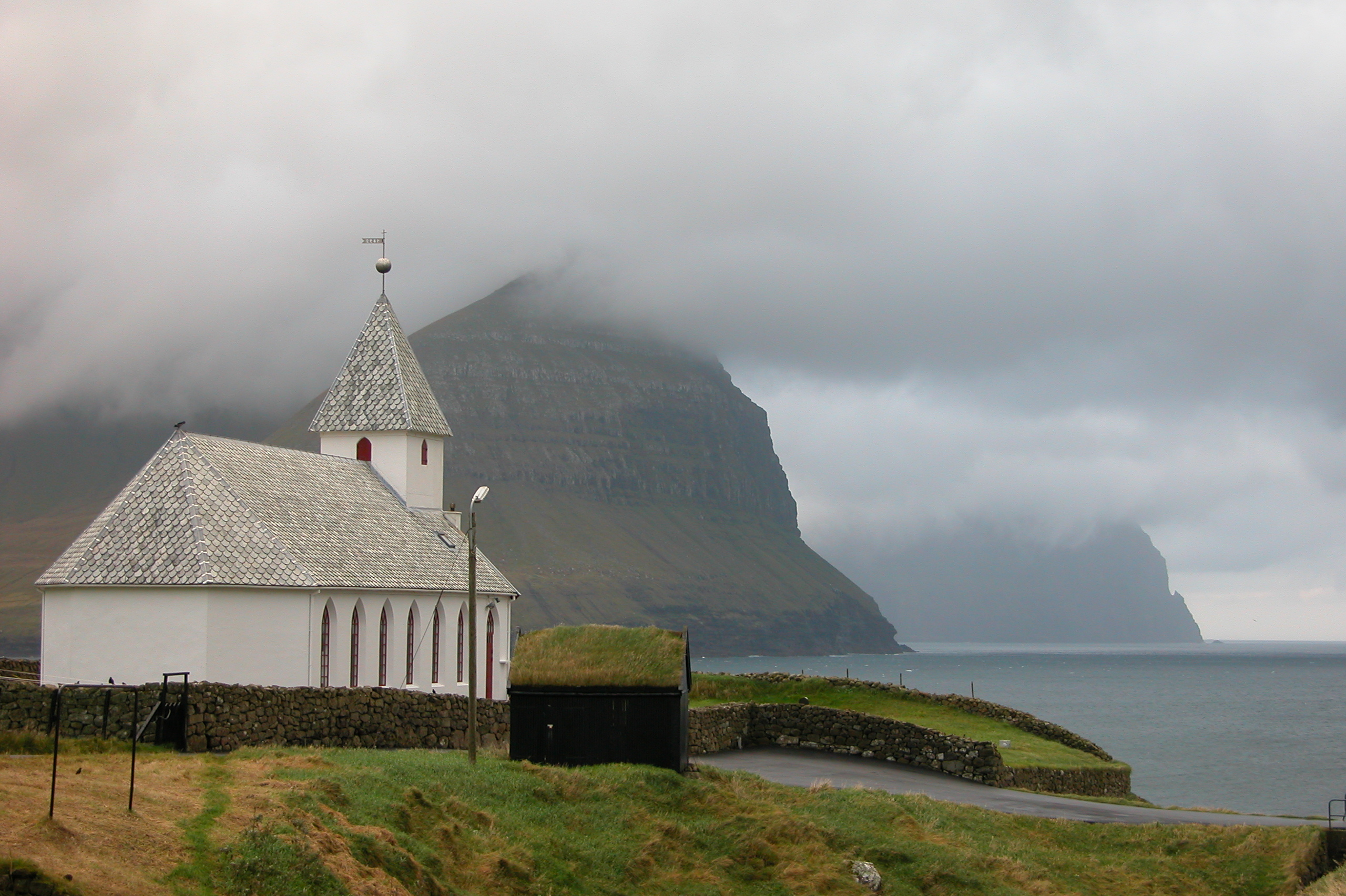
Viðareið 教堂

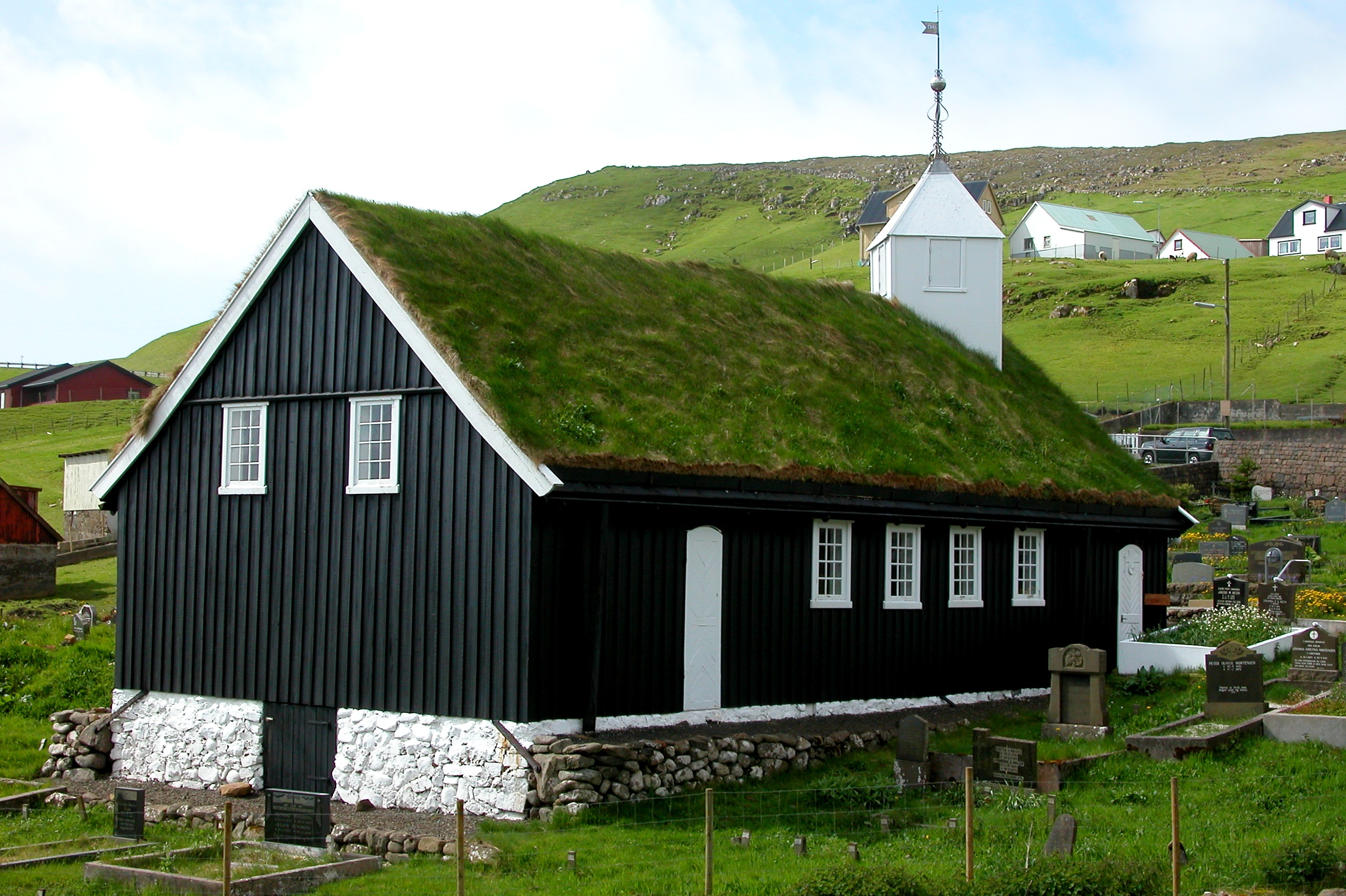
Porkeri 教堂

身為丹麥王國的海外自治領地的法羅群島的宗教主要為新教路德宗。法羅群島因是丹麥海外自治領地，因此與丹麥人一樣信奉同樣的宗教教派。法羅群島國教會屬於路德宗，在2007年成為獨立於丹麥國教會的教會。法羅群島也存在一些較小的新教宗派、天主教和非三位一體派（如耶穌基督後期聖徒教會和耶和華見證人）也在法羅群島有活動。

## 具體情況
根據2011年人口普查，法羅群島共有33,018名基督徒（95.44％）、23名穆斯林（0.07％）、7名印度教徒（0.02％）、66名佛教徒（0.19％）、12名猶太教徒（0.03％）、13名巴哈伊教徒（0.04％）、3名錫克教徒（0.01％）。另外，有149人信仰其他宗教（0.43％）、85人有多個宗教信仰（0.25％）。1,397人沒有宗教信仰（4.04％）。